# 梅澤実
梅澤 實（うめざわ みのる、1904年〈明治37年〉9月11日 - 1994年〈平成6年〉5月13日）は、日本の産婦人科医。横浜市立大学学長。

## 来歴
埼玉県比企郡小川町出身。1923年に旧制埼玉県立熊谷中学校を卒業。旧制浦和高校を経て、1930年東京帝国大学医学科を卒業。東京大学医学部付属病院産婦人科教室に入り医学博士を取得。
1939年に新潟医科大学助教授に新任。前橋医科大学教授を経て、1950年、群馬大学医学部産婦人科教室教授。1951年、群馬大学医学部附属病院長となる。1957年、附属病院長を辞任。
1958年、群馬大学教授を退官後、横浜市立大学医学部教授となる。1970年退官し、横浜市立大学学長を1974年まで務めた。
1976年、のうけん療育会の産婦人科医を担当。

## 人物
- 1973年の横浜市立大学の学費値上げに反対することを市長、市議会に表明[6]。
- 趣味はスポーツ、音楽。
- 子宮がんの名医と呼ばれた[7][8]。